# Etrit Berisha
Etrit Fadil Berisha (Pristina, 10 marzo 1989) è un calciatore albanese con cittadinanza kosovara, portiere dell'Häcken.

## Carriera

### Club

#### Kalmar

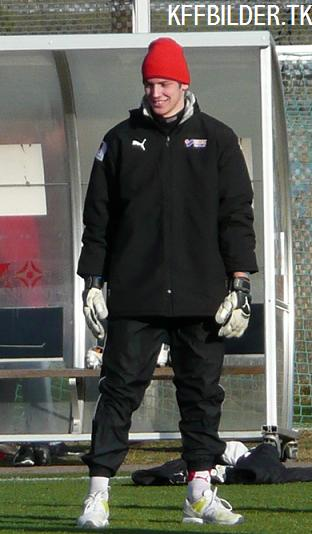
Etrit con il nel 2008.

Etrit inizia la sua carriera calcistica da bambino nella squadra locale kosovara del 2 Korriku, che poi lascia nel gennaio del 2008 quando vola in Svezia per giocare con il Kalmar. Qui viene inizialmente inserito nella squadra Under-19.
Debutta nel Kalmar il 28 aprile 2010 contro l'Örebro partita poi vinta per 4-1. Dopo aver collezionato 15 presenze, subendo 10 gol nella stagione del suo debutto, diventa il titolare del Kalmar. Il 12 luglio 2012 realizza il calcio di rigore del definitivo 4-0 finale per la sua squadra contro il Cliftonville in Europa League. Il 12 agosto poi mette a segno anche il suo primo calcio di rigore in campionato, firmando il momentaneo 2-1 contro l'Helsingborg, partita poi vinta dagli avversari per 7-2.
Gioca la sua ultima partita, con il club svedese, il 1º settembre 2013, in occasione della vittoria casalinga di campionato per 1-0 ai danni dell'Halmstad, con il gol vittoria firmato proprio da Berisha su rigore.

#### Mancato passaggio al Chievo
Il 30 giugno precedente la società italiana del Chievo annuncia di aver raggiunto un accordo per tesserare il portiere una volta scaduto il suo contratto con il Kalmar il 31 dicembre 2013; con il portiere viene siglato un contratto triennale. All'indomani dell'annuncio, tuttavia, l'agente del portiere albanese definisce il tesseramento non valido perché il suo assistito, non sapendo parlare né italiano né inglese, è stato a suo dire manipolato dai rappresentanti del Chievo; per l'agente quindi l'operazione contravviene al regolamento FIFA ed a quello della Federazione svedese, a cui chiede di considerare il trasferimento non valido. Lo stesso Berisha afferma, ai media scandinavi, che il club clivense doveva accordarsi anche con il Kalmar, cosa che non è mai avvenuta. Il giorno dopo le dichiarazioni false dell'agente e del giocatore albanese, il contratto del portiere da parte del Chievo viene depositato presso la Lega Serie A. Il 3 settembre i legali del Chievo hanno mandato una diffida alla FIFA.

#### Lazio
Il 1º settembre 2013 il Kalmar ufficializza il trasferimento a titolo definitivo dell'estremo difensore albanese alla Lazio, per una cifra vicino ai 400.000 euro. Il 7 novembre 2013 esordisce contro l'Apollōn Limassol in Europa League. Il 6 gennaio 2014 fa il suo esordio in Serie A, in occasione della vittoria casalinga per 1-0 contro l'Inter. Conclude la sua prima stagione con i biancocelesti con 23 apparizioni e 29 reti subite.
Il 21 ottobre 2014, durante la seconda stagione con la maglia biancoceleste, la FIFA ha archiviato il caso che riguardava il portiere albanese, poiché ai tempi il Chievo trattò solo con lui, senza ascoltare il Kalmar, detentore del cartellino nel 2013; inoltre l'intesa fu raggiunta il 28 giugno 2013, due giorni prima dell'apertura ufficiale del mercato svedese. Inoltre il contratto fu steso solo in inglese e non, come prevede il regolamento, anche in albanese (lingua madre del giocatore). Il 19 marzo 2015, anche se la FIFA aveva precedentemente archiviato il caso, la FIGC squalifica il portiere albanese per 10 giorni oltre all'ammenda di 15.000 €. Torna in campo l'8 aprile successivo, in occasione della vittoriosa trasferta, per 0-1, in semifinale di Coppa Italia contro il Napoli. Il 20 maggio 2015 perde la finale di Coppa Italia dove la Lazio viene sopraffatta dalla Juventus per 2-1. Conclude la sua seconda stagione con i biancocelesti con 17 apparizioni e 13 reti subite.
L'8 agosto 2015, seppur non scendendo in campo, perde la Supercoppa italiana 2015, per 2-0, contro i Campioni d'Italia della Juventus. Il 18 agosto successivo disputa la sua prima partita in Champions League in occasione del turno preliminare, vinto per 1-0, contro i tedeschi del Bayer Leverkusen. Chiude la stagione con 20 presenze dove subisce 23 reti.

#### Atalanta
Il 31 agosto 2016 viene ceduto, a titolo temporaneo con diritto di riscatto, all'Atalanta. Fa il suo esordio con la maglia dei bergamaschi il 18 settembre successivo contro il Cagliari, terminata con una sconfitta in trasferta per 3-0. Conclude la stagione con un bottino di 27 presenze dove subisce 29 reti.
Il 21 giugno 2017 la squadra bergamasca esercita il diritto di opzione per l'acquisto del portiere albanese per 5,5 milioni di euro. Con gli orobici nella stagione 2017-2018 debutta in UEFA Europa League il 14 settembre 2017 nella partita con l'Everton al Mapei Stadium, vinta per 3-0. Gioca tutte le partite di quell'edizione, in cui l'Atalanta è eliminata agli ottavi di finale dal Borussia Dortmund. In campionato totalizza 31 presenze, subendo 34 gol.
Nella stagione 2018-2019 esordisce nell'andata del secondo turno preliminare di UEFA Europa League il 26 luglio 2018 contro il Sarajevo a Reggio Emilia, conclusa sul 2-2. Gioca da titolare anche la sfida di ritorno, conclusa con un roboante 8-0 in favore degli orobici, in quella che resta la sua ultima partita in una competizione europea. In campionato gioca titolare da fine ottobre, ma da marzo l'allenatore Gasperini gli preferisce definitivamente Pierluigi Gollini, e Berisha si accomoda in panchina, non giocando più alcuna gara fino al termine della stagione, conclusa per gli orobici con uno storico terzo posto in campionato e la prima qualificazione alla Champions League.

#### SPAL
Il 6 luglio 2019 viene ufficializzato il suo trasferimento in prestito con obbligo di riscatto al verificarsi di determinate condizioni alla SPAL. Il 25 agosto, nel corso della prima giornata di campionato, debutta con i ferraresi proprio nella gara contro l'Atalanta, nella quale subisce 3 gol. Berisha ottiene 26 presenze (terminando anzitempo la sua stagione a causa di una frattura alla mano rimediata in giugno) ma la SPAL chiude la stagione al 20º posto e retrocede in Serie B con alcune giornate di anticipo.

#### Torino
Il 3 luglio 2021 passa al Torino, con cui firma un triennale. Riserva di Vanja Milinković-Savić, fa il suo esordio in campionato coi granata il 6 marzo 2022 nel pareggio per 0-0 in casa del Bologna. Da lì in poi diviene il portiere titolare dei piemontesi.
L'anno successivo torna a essere la riserva di Milinković-Savić, per poi finire fuori rosa a febbraio a causa di divergenze col tecnico dei granata Ivan Jurić, non disputando nessuna partita nell'arco dell'intera stagione.

#### Empoli
Il 29 agosto 2023 viene ceduto a titolo definitivo all'Empoli. Da inizio campionato fino a metà dicembre, a causa dell'infortunio di Elia Caprile, diventa il titolare dei toscani, rendendosi protagonista di buone prove, come quella contro il Napoli, in cui risulta essere uno dei migliori in campo.

#### Häcken
Dopo essere rimasto svincolato per alcuni mesi, l'11 aprile 2025 Berisha viene presentato dall'Häcken, squadra della massima serie svedese, che in quel periodo era alle prese con gli infortuni dei portieri Andreas Linde e Peter Abrahamsson oltre che del diciassettenne Kristan Marinkovic. Inizialmente riserva di Oscar Jansson, dopo tre giornate in panchina trova stabilmente un posto da titolare. In occasione della finale di Coppa di Svezia 2024-2025 del 29 maggio 2025, che vede Malmö FF e Häcken sullo 0-0 dopo i tempi supplementari, Berisha si rende protagonista della vittoria giallonera ai calci di rigore parando due tiri dal dischetto e trasformandone uno.

### Nazionale

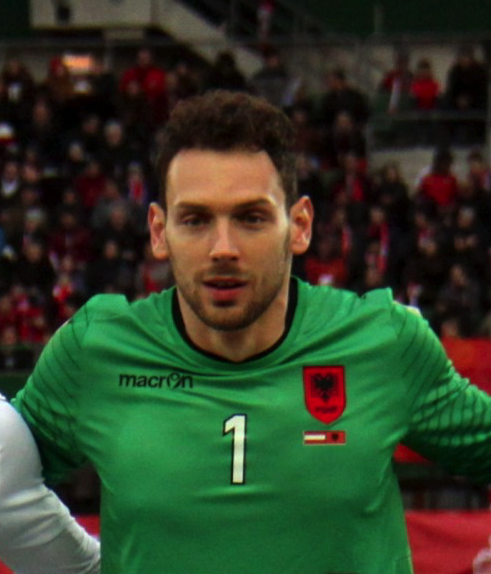
Etrit Berisha con la nazionale albanese.

Riceve la sua prima convocazione dal commissario tecnico, Gianni De Biasi nella nazionale albanese nel maggio 2012, per disputare le due amichevoli contro il Qatar e l'Iran. Rimane in panchina nella vittoria per 2-1 dell'Albania contro il Qatar del 22 maggio, debuttando invece cinque giorni dopo contro l'Iran, all'Inonu Stadium di Istanbul, giocando i 90 minuti e mantenendo la porta inviolata nella partita vinta per 1-0.
L'8 giugno 2014 nella partita amichevole contro il San Marino, vinta per 0-3, indossa per la prima volta la fascia da capitano.
L'11 ottobre 2015, conquista insieme alla sua nazionale la prima storica qualificazione ad un campionato europeo. Il 31 maggio 2016 viene convocato per gli Europei 2016 in Francia. L'esordio in tale competizione arriva l'11 giugno successivo in occasione della prima partita della fase a gironi persa, per 0-1, contro la Svizzera.

## Statistiche

### Presenze e reti nei club
Statistiche aggiornate al 3 maggio 2024.
| Stagione        | Squadra         | Campionato      | Campionato | Campionato | Coppe nazionali | Coppe nazionali | Coppe nazionali | Coppe continentali | Coppe continentali | Coppe continentali | Altre coppe | Altre coppe | Altre coppe | Totale | Totale  |
| Stagione        | Squadra         | Comp            | Pres       | Reti       | Comp            | Pres            | Reti            | Comp               | Pres               | Reti               | Comp        | Pres        | Reti        | Pres   | Reti    |
| --------------- | --------------- | --------------- | ---------- | ---------- | --------------- | --------------- | --------------- | ------------------ | ------------------ | ------------------ | ----------- | ----------- | ----------- | ------ | ------- |
| 2008            | Kalmar          | A               | 0          | 0          | CS              | 0               | 0               | CU                 | 0                  | 0                  | SS          | 0           | 0           | 0      | 0       |
| 2009            | Kalmar          | A               | 0          | 0          | CS              | 0               | 0               | UCL                | 0                  | 0                  | SS          | 0           | 0           | 0      | 0       |
| 2010            | Kalmar          | A               | 14         | -8         | CS              | 1               | -2              | UEL                | 0                  | 0                  | -           | -           | -           | 15     | -10     |
| 2011            | Kalmar          | A               | 25         | -22        | CS              | 3               | -4              | -                  | -                  | -                  | -           | -           | -           | 28     | -26     |
| 2012            | Kalmar          | A               | 30         | -45; 1     | CS              | 4               | -2              | UEL                | 6                  | -5; 1              | -           | -           | -           | 40     | -52; 2  |
| 2013            | Kalmar          | A               | 22         | -19; 2     | CS              | 0               | 0               | -                  | -                  | -                  | -           | -           | -           | 22     | -19; 2  |
| Totale Kalmar   | Totale Kalmar   | Totale Kalmar   | 91         | -94; 3     |                 | 8               | -8              |                    | 6                  | -5; 1              |             | 0           | 0           | 105    | -107; 4 |
| 2013-2014       | Lazio           | A               | 17         | -25        | CI              | 2               | -2              | UEL                | 4                  | -2                 | SI          | 0           | 0           | 23     | -29     |
| 2014-2015       | Lazio           | A               | 10         | -9         | CI              | 7               | -4              | -                  | -                  | -                  | -           | -           | -           | 17     | -13     |
| 2015-2016       | Lazio           | A               | 11         | -13        | CI              | 2               | -2              | UCL+UEL            | 2+5                | -3 + -5            | SI          | 0           | 0           | 20     | -23     |
| Totale Lazio    | Totale Lazio    | Totale Lazio    | 38         | -47        |                 | 11              | -8              |                    | 11                 | -10                |             | 0           | 0           | 60     | -65     |
| 2016-2017       | Atalanta        | A               | 26         | -26        | CI              | 1               | -3              | -                  | -                  | -                  | -           | -           | -           | 27     | -29     |
| 2017-2018       | Atalanta        | A               | 31         | -34        | CI              | 3               | -3              | UEL                | 8                  | -8                 | -           | -           | -           | 42     | -45     |
| 2018-2019       | Atalanta        | A               | 18         | -25        | CI              | 2               | -3              | UEL                | 2                  | -2                 | -           | -           | -           | 22     | -30     |
| Totale Atalanta | Totale Atalanta | Totale Atalanta | 75         | -85        |                 | 6               | -9              |                    | 10                 | -10                |             | -           | -           | 91     | -104    |
| 2019-2020       | SPAL            | A               | 26         | -44        | CI              | 3               | -5              | -                  | -                  | -                  | -           | -           | -           | 29     | -49     |
| 2020-2021       | SPAL            | B               | 25         | -31        | CI              | 2               | -4              | -                  | -                  | -                  | -           | -           | -           | 27     | -35     |
| Totale SPAL     | Totale SPAL     | Totale SPAL     | 51         | -75        |                 | 5               | -9              |                    | -                  | -                  |             | -           | -           | 56     | -84     |
| 2021-2022       | Torino          | A               | 10         | -8         | CI              | 1               | -2              | -                  | -                  | -                  | -           | -           | -           | 11     | -10     |
| 2022-2023       | Torino          | A               | 0          | 0          | CI              | 0               | 0               | -                  | -                  | -                  | -           | -           | -           | 0      | 0       |
| Totale Torino   | Totale Torino   | Totale Torino   | 10         | -8         |                 | 1               | -2              |                    | -                  | -                  |             | -           | -           | 11     | -10     |
| ago. 2023-2024  | Empoli          | A               | 14         | -25        | CI              | 0               | 0               | -                  | -                  | -                  | -           | -           | -           | 14     | -25     |
| 2025            | Häcken          | A               | 7          | -10        | CS              | 1               | 0               | -                  | -                  | -                  | -           | -           | -           | 8      | -10     |
| Totale carriera | Totale carriera | Totale carriera | 296        | -344; 3    |                 | 32              | -36             |                    | 27                 | -25; 1             |             | 0           | 0           | 345    | -405; 4 |

### Cronologia presenze e reti in nazionale
| Cronologia completa delle presenze e delle reti in nazionale ― Albania | Cronologia completa delle presenze e delle reti in nazionale ― Albania | Cronologia completa delle presenze e delle reti in nazionale ― Albania | Cronologia completa delle presenze e delle reti in nazionale ― Albania | Cronologia completa delle presenze e delle reti in nazionale ― Albania | Cronologia completa delle presenze e delle reti in nazionale ― Albania | Cronologia completa delle presenze e delle reti in nazionale ― Albania | Cronologia completa delle presenze e delle reti in nazionale ― Albania |
| Data                                                                   | Città                                                                  | In casa                                                                | Risultato                                                              | Ospiti                                                                 | Competizione                                                           | Reti                                                                   | Note                                                                   |
| ---------------------------------------------------------------------- | ---------------------------------------------------------------------- | ---------------------------------------------------------------------- | ---------------------------------------------------------------------- | ---------------------------------------------------------------------- | ---------------------------------------------------------------------- | ---------------------------------------------------------------------- | ---------------------------------------------------------------------- |
| 27-5-2012                                                              | Istanbul                                                               | Iran                                                                   | 0 – 1                                                                  | Albania                                                                | Amichevole                                                             | -                                                                      |                                                                        |
| 15-8-2012                                                              | Tirana                                                                 | Albania                                                                | 0 – 0                                                                  | Moldavia                                                               | Amichevole                                                             | -                                                                      | 46’                                                                    |
| 16-10-2012                                                             | Tirana                                                                 | Albania                                                                | 1 – 0                                                                  | Slovenia                                                               | Qual. Mondiali 2014                                                    | -                                                                      |                                                                        |
| 14-11-2012                                                             | Lancy                                                                  | Albania                                                                | 0 – 0                                                                  | Camerun                                                                | Amichevole                                                             | -                                                                      |                                                                        |
| 6-2-2013                                                               | Tirana                                                                 | Albania                                                                | 1 – 2                                                                  | Georgia                                                                | Amichevole                                                             | -1                                                                     | 46’                                                                    |
| 22-3-2013                                                              | Oslo                                                                   | Norvegia                                                               | 0 – 1                                                                  | Albania                                                                | Qual. Mondiali 2014                                                    | -                                                                      |                                                                        |
| 26-3-2013                                                              | Tirana                                                                 | Albania                                                                | 4 – 1                                                                  | Lituania                                                               | Amichevole                                                             | -                                                                      | 23’                                                                    |
| 7-6-2013                                                               | Tirana                                                                 | Albania                                                                | 1 – 1                                                                  | Norvegia                                                               | Qual. Mondiali 2014                                                    | -1                                                                     |                                                                        |
| 14-8-2013                                                              | Tirana                                                                 | Albania                                                                | 2 – 0                                                                  | Armenia                                                                | Amichevole                                                             | -                                                                      |                                                                        |
| 6-9-2013                                                               | Lubiana                                                                | Slovenia                                                               | 1 – 0                                                                  | Albania                                                                | Qual. Mondiali 2014                                                    | -1                                                                     |                                                                        |
| 10-9-2013                                                              | Reykjavík                                                              | Islanda                                                                | 2 – 1                                                                  | Albania                                                                | Qual. Mondiali 2014                                                    | -2                                                                     |                                                                        |
| 11-10-2013                                                             | Tirana                                                                 | Albania                                                                | 1 – 2                                                                  | Svizzera                                                               | Qual. Mondiali 2014                                                    | -2                                                                     |                                                                        |
| 15-10-2013                                                             | Strovolos                                                              | Cipro                                                                  | 0 – 0                                                                  | Albania                                                                | Qual. Mondiali 2014                                                    | -                                                                      |                                                                        |
| 15-11-2013                                                             | Adalia                                                                 | Albania                                                                | 0 – 0                                                                  | Bielorussia                                                            | Amichevole                                                             | -                                                                      | 60’                                                                    |
| 5-3-2014                                                               | Durazzo                                                                | Albania                                                                | 2 – 0                                                                  | Malta                                                                  | Amichevole                                                             | -                                                                      | 85’                                                                    |
| 31-5-2014                                                              | Yverdon-les-Bains                                                      | Albania                                                                | 0 – 1                                                                  | Romania                                                                | Amichevole                                                             | -1                                                                     |                                                                        |
| 4-6-2014                                                               | Budapest                                                               | Ungheria                                                               | 1 – 0                                                                  | Albania                                                                | Amichevole                                                             | -1                                                                     |                                                                        |
| 8-6-2014                                                               | Serravalle                                                             | San Marino                                                             | 0 – 3                                                                  | Albania                                                                | Amichevole                                                             | -                                                                      | 46’ cap.                                                               |
| 7-9-2014                                                               | Aveiro                                                                 | Portogallo                                                             | 0 – 1                                                                  | Albania                                                                | Qual. Euro 2016                                                        | -                                                                      | 70’                                                                    |
| 11-10-2014                                                             | Elbasan                                                                | Albania                                                                | 1 – 1                                                                  | Danimarca                                                              | Qual. Euro 2016                                                        | -1                                                                     |                                                                        |
| 14-10-2014                                                             | Belgrado                                                               | Serbia                                                                 | 0 – 3 tav                                                              | Albania                                                                | Qual. Euro 2016                                                        | -                                                                      |                                                                        |
| 14-11-2014                                                             | Rennes                                                                 | Francia                                                                | 1 – 1                                                                  | Albania                                                                | Amichevole                                                             | -1                                                                     |                                                                        |
| 18-11-2014                                                             | Genova                                                                 | Italia                                                                 | 1 – 0                                                                  | Albania                                                                | Amichevole                                                             | -1                                                                     |                                                                        |
| 29-3-2015                                                              | Elbasan                                                                | Albania                                                                | 2 – 1                                                                  | Armenia                                                                | Qual. Euro 2016                                                        | -1                                                                     |                                                                        |
| 13-6-2015                                                              | Elbasan                                                                | Albania                                                                | 1 – 0                                                                  | Francia                                                                | Amichevole                                                             | -                                                                      |                                                                        |
| 4-9-2015                                                               | Copenaghen                                                             | Danimarca                                                              | 0 – 0                                                                  | Albania                                                                | Qual. Euro 2016                                                        | -                                                                      |                                                                        |
| 7-9-2015                                                               | Elbasan                                                                | Albania                                                                | 0 – 1                                                                  | Portogallo                                                             | Qual. Euro 2016                                                        | -1                                                                     |                                                                        |
| 8-10-2015                                                              | Elbasan                                                                | Albania                                                                | 0 – 2                                                                  | Serbia                                                                 | Qual. Euro 2016                                                        | -2                                                                     |                                                                        |
| 11-10-2015                                                             | Erevan                                                                 | Armenia                                                                | 0 – 3                                                                  | Albania                                                                | Qual. Euro 2016                                                        | -                                                                      |                                                                        |
| 13-11-2015                                                             | Pristina                                                               | Kosovo                                                                 | 2 – 2                                                                  | Albania                                                                | Amichevole                                                             | -2                                                                     | 77’                                                                    |
| 16-11-2015                                                             | Tirana                                                                 | Albania                                                                | 2 – 2                                                                  | Georgia                                                                | Amichevole                                                             | -2                                                                     | 75’                                                                    |
| 26-3-2016                                                              | Vienna                                                                 | Austria                                                                | 2 – 1                                                                  | Albania                                                                | Amichevole                                                             | -2                                                                     |                                                                        |
| 29-3-2016                                                              | Lussemburgo                                                            | Lussemburgo                                                            | 0 – 2                                                                  | Albania                                                                | Amichevole                                                             | -                                                                      | 59’                                                                    |
| 29-5-2016                                                              | Hartberg                                                               | Albania                                                                | 3 – 1                                                                  | Qatar                                                                  | Amichevole                                                             | -1                                                                     |                                                                        |
| 3-6-2016                                                               | Bergamo                                                                | Albania                                                                | 1 – 3                                                                  | Ucraina                                                                | Amichevole                                                             | -3                                                                     |                                                                        |
| 11-6-2016                                                              | Lens                                                                   | Albania                                                                | 0 – 1                                                                  | Svizzera                                                               | Euro 2016 - 1º turno                                                   | -1                                                                     |                                                                        |
| 15-6-2016                                                              | Marsiglia                                                              | Francia                                                                | 2 – 0                                                                  | Albania                                                                | Euro 2016 - 1º turno                                                   | -2                                                                     |                                                                        |
| 19-6-2016                                                              | Lione                                                                  | Romania                                                                | 0 – 1                                                                  | Albania                                                                | Euro 2016 - 1º turno                                                   | -                                                                      |                                                                        |
| 31-8-2016                                                              | Scutari                                                                | Albania                                                                | 0 – 0                                                                  | Marocco                                                                | Amichevole                                                             | -                                                                      |                                                                        |
| 5-9-2016                                                               | Scutari                                                                | Albania                                                                | 2 – 1                                                                  | Macedonia                                                              | Qual. Mondiali 2018                                                    | -1                                                                     |                                                                        |
| 6-10-2016                                                              | Vaduz                                                                  | Liechtenstein                                                          | 0 – 2                                                                  | Albania                                                                | Qual. Mondiali 2018                                                    | -                                                                      |                                                                        |
| 9-10-2016                                                              | Scutari                                                                | Albania                                                                | 0 – 2                                                                  | Spagna                                                                 | Qual. Mondiali 2018                                                    | -2                                                                     |                                                                        |
| 12-11-2016                                                             | Elbasan                                                                | Albania                                                                | 0 – 3                                                                  | Israele                                                                | Qual. Mondiali 2018                                                    | -1                                                                     | 55’                                                                    |
| 2-9-2017                                                               | Elbasan                                                                | Albania                                                                | 2 – 0                                                                  | Liechtenstein                                                          | Qual. Mondiali 2018                                                    | -                                                                      |                                                                        |
| 5-9-2017                                                               | Strumica                                                               | Macedonia                                                              | 1 – 1                                                                  | Albania                                                                | Qual. Mondiali 2018                                                    | -1                                                                     |                                                                        |
| 6-10-2017                                                              | Alicante                                                               | Spagna                                                                 | 3 – 0                                                                  | Albania                                                                | Qual. Mondiali 2018                                                    | -3                                                                     | cap.                                                                   |
| 9-10-2017                                                              | Scutari                                                                | Albania                                                                | 0 – 1                                                                  | Italia                                                                 | Qual. Mondiali 2018                                                    | -1                                                                     |                                                                        |
| 13-11-2017                                                             | Adalia                                                                 | Turchia                                                                | 2 – 3                                                                  | Albania                                                                | Amichevole                                                             | -2                                                                     | cap.                                                                   |
| 29-5-2018                                                              | Zurigo                                                                 | Albania                                                                | 0 – 3                                                                  | Kosovo                                                                 | Amichevole                                                             | -3                                                                     | cap.                                                                   |
| 2-6-2018                                                               | Évian-les-Bains                                                        | Albania                                                                | 1 – 4                                                                  | Ucraina                                                                | Amichevole                                                             | -4                                                                     | cap.                                                                   |
| 10-10-2018                                                             | Elbasan                                                                | Albania                                                                | 0 – 0                                                                  | Giordania                                                              | Amichevole                                                             | -                                                                      |                                                                        |
| 17-11-2018                                                             | Scutari                                                                | Albania                                                                | 0 – 4                                                                  | Scozia                                                                 | UEFA Nations League 2018-2019 - 1º turno                               | -4                                                                     |                                                                        |
| 20-11-2018                                                             | Elbasan                                                                | Albania                                                                | 1 – 0                                                                  | Galles                                                                 | Amichevole                                                             | -                                                                      |                                                                        |
| 22-3-2019                                                              | Scutari                                                                | Albania                                                                | 0 – 2                                                                  | Turchia                                                                | Qual. Euro 2020                                                        | -2                                                                     |                                                                        |
| 25-3-2019                                                              | Andorra la Vella                                                       | Andorra                                                                | 0 – 3                                                                  | Albania                                                                | Qual. Euro 2020                                                        | -                                                                      |                                                                        |
| 8-6-2019                                                               | Reykjavík                                                              | Islanda                                                                | 1 – 0                                                                  | Albania                                                                | Qual. Euro 2020                                                        | -1                                                                     |                                                                        |
| 11-6-2019                                                              | Elbasan                                                                | Albania                                                                | 2 – 0                                                                  | Moldavia                                                               | Qual. Euro 2020                                                        | -                                                                      |                                                                        |
| 14-11-2019                                                             | Elbasan                                                                | Albania                                                                | 2 – 2                                                                  | Andorra                                                                | Qual. Euro 2020                                                        | -2                                                                     |                                                                        |
| 17-11-2019                                                             | Tirana                                                                 | Albania                                                                | 0 – 2                                                                  | Francia                                                                | Qual. Euro 2020                                                        | -2                                                                     |                                                                        |
| 11-10-2020                                                             | Almaty                                                                 | Kazakistan                                                             | 0 – 0                                                                  | Albania                                                                | UEFA Nations League 2020-2021 - 1º turno                               | -                                                                      | cap.                                                                   |
| 14-10-2020                                                             | Vilnius                                                                | Lituania                                                               | 0 – 0                                                                  | Albania                                                                | UEFA Nations League 2020-2021 - 1º turno                               | -                                                                      | cap.                                                                   |
| 11-11-2020                                                             | Elbasan                                                                | Albania                                                                | 2 – 1                                                                  | Kosovo                                                                 | Amichevole                                                             | -                                                                      | cap. 46’                                                               |
| 15-11-2020                                                             | Tirana                                                                 | Albania                                                                | 3 – 1                                                                  | Kazakistan                                                             | UEFA Nations League 2020-2021 - 1º turno                               | -1                                                                     | cap.                                                                   |
| 18-11-2020                                                             | Tirana                                                                 | Albania                                                                | 3 – 2                                                                  | Bielorussia                                                            | UEFA Nations League 2020-2021 - 1º turno                               | -2                                                                     | cap.                                                                   |
| 25-3-2021                                                              | Andorra la Vella                                                       | Andorra                                                                | 0 – 1                                                                  | Albania                                                                | Qual. Mondiali 2022                                                    | -                                                                      | cap.                                                                   |
| 28-3-2021                                                              | Tirana                                                                 | Albania                                                                | 0 – 2                                                                  | Inghilterra                                                            | Qual. Mondiali 2022                                                    | -2                                                                     | cap.                                                                   |
| 2-9-2021                                                               | Varsavia                                                               | Polonia                                                                | 4 – 1                                                                  | Albania                                                                | Qual. Mondiali 2022                                                    | -4                                                                     | cap.                                                                   |
| 5-9-2021                                                               | Elbasan                                                                | Albania                                                                | 1 – 0                                                                  | Ungheria                                                               | Qual. Mondiali 2022                                                    | -                                                                      | cap. 46’                                                               |
| 9-10-2021                                                              | Budapest                                                               | Ungheria                                                               | 0 – 1                                                                  | Albania                                                                | Qual. Mondiali 2022                                                    | -                                                                      | cap.                                                                   |
| 12-10-2021                                                             | Tirana                                                                 | Albania                                                                | 0 – 1                                                                  | Polonia                                                                | Qual. Mondiali 2022                                                    | -1                                                                     | cap.                                                                   |
| 26-3-2022                                                              | Cornellà de Llobregat                                                  | Spagna                                                                 | 2 – 1                                                                  | Albania                                                                | Amichevole                                                             | -2                                                                     | cap.                                                                   |
| 6-6-2022                                                               | Reykjavík                                                              | Islanda                                                                | 1 – 1                                                                  | Albania                                                                | UEFA Nations League 2022-2023 - 1º turno                               | -1                                                                     | cap.                                                                   |
| 10-6-2022                                                              | Tirana                                                                 | Albania                                                                | 1 – 2                                                                  | Israele                                                                | UEFA Nations League 2022-2023 - 1º turno                               | -2                                                                     | cap.                                                                   |
| 16-11-2022                                                             | Tirana                                                                 | Albania                                                                | 1 – 3                                                                  | Italia                                                                 | Amichevole                                                             | -3                                                                     | Cap.                                                                   |
| 19-11-2022                                                             | Tirana                                                                 | Albania                                                                | 2 – 0                                                                  | Armenia                                                                | Amichevole                                                             | -                                                                      | Cap.                                                                   |
| 17-6-2023                                                              | Tirana                                                                 | Albania                                                                | 2 – 0                                                                  | Moldavia                                                               | Qual. Euro 2024                                                        | -                                                                      |                                                                        |
| 20-6-2023                                                              | Tirana                                                                 | Fær Øer                                                                | 1 – 3                                                                  | Albania                                                                | Qual. Euro 2024                                                        | -1                                                                     |                                                                        |
| 7-9-2023                                                               | Praga                                                                  | Rep. Ceca                                                              | 1 – 1                                                                  | Albania                                                                | Qual. Euro 2024                                                        | -1                                                                     |                                                                        |
| 12-10-2023                                                             | Tirana                                                                 | Albania                                                                | 3 – 0                                                                  | Rep. Ceca                                                              | Qual. Euro 2024                                                        | -                                                                      |                                                                        |
| 17-11-2023                                                             | Chișinău                                                               | Moldavia                                                               | 1 – 1                                                                  | Albania                                                                | Qual. Euro 2024                                                        | -1                                                                     |                                                                        |
| 3-6-2024                                                               | Szombathely                                                            | Albania                                                                | 3 – 0                                                                  | Liechtenstein                                                          | Amichevole                                                             | -                                                                      | Cap.                                                                   |
| Totale                                                                 |                                                                        | Presenze (3º posto)                                                    | 81                                                                     |                                                                        | Reti                                                                   | -79                                                                    |                                                                        |

## Palmarès

### Club

#### Competizioni nazionali
- Campionato svedese: 1

Kalmar: 2008
- Supercoppa di Svezia: 1

Kalmar: 2009
- Coppa di Svezia: 1

Häcken: 2024-2025